# Caponia karrooica
Caponia karrooica  (лат.) — вид мелких пауков рода Caponia из семейства Caponiidae. Южная Африка: ЮАР.

## Описание
Длина самцов от 6,25 до 7,25 мм (самки крупнее — до 9 мм). Головогрудь по длине короче длины бедра, голени и лапки первой пары ног. Отросток педипальп развдовен на вершине. Основная окраска оранжевая. На головогруди развиты все 8 глаз. Имеют только две пары трахей. Ночные охотники, в дневное время прячутся в паутинных убежищах. Близок к виду Caponia spiralifera Purcell, 1904 , но отличается структурой гениталий и окраской брюшка (оно без чёрного узора в нижней части).
Вид Caponia karrooica был впервые описан в 1904 году южноафриканским арахнологом Уильямом Фредериком Пурселлом (William Frederick Purcell, 1866—1919, South African Museum, Кейптаун), основателем аранеологии в ЮАР. Таксон Caponia karrooica включён в состав рода Caponia Simon, 1887 (вместе с Caponia abyssinica, Caponia braunsi, Caponia chelifera, Caponia simoni, Caponia capensis, Caponia hastifera, Caponia natalensis (O. Pickard-Cambridge, 1874), Caponia secunda Pocock, 1900, и другими). Видовое название C. karrooica дано по имени засушливого региона Карру (Karroo) на юге Африки.